# Jackowce
Jackowce (ukr. Яцківці) – wieś na Ukrainie w rejonie tarnopolskim należącym do obwodu tarnopolskiego.
We wsi znajduje się cerkiew Apostołów Piotra i Pawła z 1992 roku, szkoła I stopnia i sklep.
Do 2020 w rejonie zborowskim.

## Historia
Pierwsza wzmianka o miejscowości pochodzi z 1598 roku.
W 1880 roku Jackowce liczyły 404 mieszkańców, według danych z 1881 roku 271 grekokatolików i 102 rzymskich katolików. We wsi była cerkiew filialna parafii z Serwerach. Rzymscy katolicy mieli kościół i parafię w Jeziernej.
14 października 1922 roku Jackowce znalazły się na szlaku sowieckiej grupy dywersyjnej Seniowa, która wtargnęła na terytorium Polski z Ukrainy sowieckiej. Grupa obrabowała dwór w Jackowcach i odjechała w kierunku powiatu brzeżańskiego.
Na frontach II wojny światowej zginęło 9 ukraińskich mieszkańców wsi, w UPA służyło ponad 11.
W 1949 roku władze sowieckie utworzyły w Jackowcach kołchoz "Nowe życie", który z 1976 roku zjednoczył się z innymi kołchozami ostaszowskiej wiejskiej rady. W latach 90. kołchoz został zlikwidowany.